# العلاقات التشادية الدومينيكية
العلاقات التشادية الدومينيكية هي العلاقات الثنائية التي تجمع بين تشاد ودومينيكا.

## مقارنة بين البلدين
هذه مقارنة عامة ومرجعية للدولتين:
| وجه المقارنة                                              | تشاد                      | دومينيكا              |
| --------------------------------------------------------- | ------------------------- | --------------------- |
| المساحة (كم2)                                             | 1.28 مليون                | 751                   |
| عدد السكان (نسمة)                                         | 15.23 مليون               | 73.92 ألف             |
| الكثافة السكانية (ن./كم²)                                 | 11.9                      | 9.84 ألف              |
| العاصمة                                                   | انجمينا                   | روسو                  |
| اللغة الرسمية                                             | لغة فرنسية، اللغة العربية | لغة إنجليزية          |
| العملة                                                    | فرنك وسط أفريقي           | دولار شرق الكاريبي    |
| الناتج المحلي الإجمالي (بليون دولار)                      | 9.98 مليار                | 562.54 مليون          |
| الناتج المحلي الإجمالي (تعادل القوة الشرائية) بليون دولار | 30.54 مليار               | 789.63 مليون          |
| الناتج المحلي الإجمالي الاسمي للفرد دولار أمريكي          | 775                       | 7.12 ألف              |
| الناتج المحلي الإجمالي للفرد دولار أمريكي                 | 2.18 ألف                  | 10.88 ألف             |
| مؤشر التنمية البشرية                                      | 0.392                     | 0.724                 |
| رمز المكالمات الدولي                                      | +235                      | +1767                 |
| رمز الإنترنت                                              | .td                       | .dm                   |
| المنطقة الزمنية                                           | ت ع م+01:00               | 00، توقيت أطلنطي موحد |

## منظمات دولية مشتركة
يشترك البلدان في عضوية مجموعة من المنظمات الدولية، منها:
| علم المنظمة | اسم المنظمة                                 | تاريخ انضمام تشاد | تاريخ انضمام دومينيكا |
| ----------- | ------------------------------------------- | ----------------- | --------------------- |
|             | مؤسسة التنمية الدولية                       | 7 نوفمبر 1963     | 29 سبتمبر 1980        |
|             | يونسكو                                      | 19 ديسمبر 1960    | 9 يناير 1979          |
|             | وكالة ضمان الاستثمار متعدد الأطراف          | 11 يونيو 2002     | 7 أكتوبر 1991         |
|             | الأمم المتحدة                               | 20 سبتمبر 1960    | 18 ديسمبر 1978        |
|             | مجموعة دول أفريقيا والكاريبي والمحيط الهادئ | ?                 | ?                     |
|             | الاتحاد البريدي العالمي                     | ?                 | ?                     |
|             | البنك الدولي للإنشاء والتعمير               | 10 يوليو 1963     | 29 سبتمبر 1980        |
|             | الاتحاد الدولي للاتصالات                    | 25 نوفمبر 1960    | 28 أكتوبر 1996        |
|             | منظمة حظر الأسلحة الكيميائية                | ?                 | ?                     |
|             | مؤسسة التمويل الدولية                       | 2 أبريل 1998      | 29 سبتمبر 1980        |
|             | منظمة التجارة العالمية                      | ?                 | ?                     |
|             | منظمة الشرطة الجنائية الدولية               | ?                 | ?                     |